# Бутч Вокер
Бутч Вокер (уродж. Бредлі Гленн Вокер, англ. Bradley Glenn "Butch" Walker; нар. 14 листопада 1969) — американський музикант, автор пісень і продюсер. Раніше був провідним гітаристом метал-гурту SouthGang кінця 80-х і початку 90-х років, а також вокалістом і гітаристом рок-гурту Marvelous 3 з 1997 до 2001 року.
Бутч Вокер виріс в Картерсвілі, штат Джорджія. Прославився як гітарист і виконавець в кількох рок-гуртах 1980-х років, у тому числі Bad Boyz та Byte the Bullet.

## Кар'єра

### SouthGang
У 1988 році він запросив Byte the Bullet в Лос-Анджелес, і вони підписали контракт з Virgin Records на 1 рік. Згодом гурт змінив свою назву на SouthGang і випустив два альбоми, Tainted Angel (1991 рік) і Group Therapy (1992). SouthGang була однією з перших груп, які вирушили в тур до Китаю на початку 1990-х. Southgang розпалися, коли Вокер втратив інтерес до продовження їхньої музичної діяльності, але він залишився в хороших стосунках з усіма іншими членами групи.

### The Floyds (Floyd's Funk Revival)
Після Southgang, Вокер зібрав нову групу з учасниками колишнього SouthGang Джейсі Фінчером та Мітчем Маклі (відомий як Дуг Мітчелл), які назвали себе «Floyd's Funk Revival» на честь батьківщини Вокера, округ Флойд штату Джорджія. Вокер був у загальному вокалі в групі з дружиною Фінчера, Крістіною Ллорі. Вони випустили один повний альбом Creamy. Альбом містив тринадцять оригінальних треків з великою часткою вокалу Ллорі та важкої гітарної музики.
Потім група скоротила свою назву до The Floyds. Вони випустили один альбом з однойменною назвою під лейблом the Deep South, який містив десять треків, а також гумористичний intro. Бонус-треки містили переспів пісні «Rio» Duran Duran, і живе виконання рекламної пісні the Shasta soda з кінця сімдесятих років. Стиль цих двох альбомів був орієнтований на гітари, мейнстрим рок з легким впливом фанку, і був попередником для більшої кількості бас-гітар — цей орієнтований підхід в року Вокер застосував пізніше з Marvelous 3.
Хоча альбоми високо цінуються серед людей, які їх почули, їм не вдалося продати багато копій, і обидва альбому зараз зустрічаються досить рідко. Вони високо цінуються любителями Бутч Вокера, і кілька примірників копій CD команди продаються зараз на ринку за дуже високими цінами.

### Marvelous 3
У 1997 році Вокер, Фінчер і Маклі знову перетворилися на тріо з power pop звучанням, та Вокером, як головним вокалістом. Назвавши себе Marvelous 3, вони випустили альбом «Math and Other Problems» на Deep South Records. Наступний альбом 1999 року «Hey! Album» на Elektra Records мав невеликий успіх з піснею «Freak of the Week». Наступного року вони випустили свій останній альбом «ReadySexGo» також на Elektra. Цей альбом не зміг повторити успіх попереднього, однак, прийнявши відсутність підтримки з боку свого лейблу, група розпалася в 2001 році. Їх останній концерт відбувся 3 серпня 2001 року в рідному місті, перед своїми шанувальниками, в Atlanta's Centennial Olympic Park.

### Сольна кар'єра
Після цього, Бутч Вокер почав сольну кар'єру, випустивши альбоми Left of Self-Centered (2002), Letters (2004) і The Rise and Fall of Butch Walker та Let's-Go-Out-Tonites (2006). У 2005 році він зіграв понад 200 концертів на території США та Японії, також випустив свій перший DVD, Live at Budokan. Наприкінці 2005 року Rolling Stone назвали його продюсером року. Бутч Вокер був показаний як артист-хедлайнер на MySpace, розкручений туром Inaugural Hotel Cafe, проведений на підтримку незалежних артистів з Лос-Анджелеса з однойменною назвою.
На початку 2008 року Вокер оголосив про виходи нових пісень, DVD, нових альбомів також з групою 1969, для якої він басист і вокаліст, а також сольного альбому під назвою Sycamore Meadows. Він заявив, що планує випустити в 2008 році щось на кожне велике свято. 14 лютого 2008 була випущена аудіо-версія живого виступу Вокера в своєму рідному місті Атланта, Джорджія. DVD цього шоу вийшов 17 березня 2008 року. DVD та аудіо під назвою Leavin 'the Game on Luckie Street (Luckie Street місце, на якому було зіграно шоу, Скинія в Атланті, штат Джорджія). Потім робота з Майклом Чіслеттом з «The Academy Is …» і Дарреном Додд з «The Let's Go Out Tonites» під назвою «1969», випущений повний дебютний альбом під назвою Maya 1 квітня 2008 року. Реліз Sycamore Meadows був спочатку запланований на свято влітку 2008 року, але був відкладений з особистих причин до 11 листопада, згідно з його блогу на MySpace. Перший сингл, «The Weight of Her», і додатковий трек, «Ships in a Bottle», доступні на iTunes. У документальному відео «Ships in a Bottle» Бутч ходить по руїнах його будинку на Sycamore Meadows Drive в Південній Каліфорнії, після того як вона була знищена лісовими пожежами в листопаді 2007 року. Платівки Maya і Sycamore Meadows Drive були випущені обмеженим тиражем.
Напружена робота почалася в 2009 році, Бутч випустив «I Liked It Better When You Had No Heart» 23 лютого 2010 року. Він був випущений під назвою Butch Walker & the Black Widows. Запис сесії відбулися в RubyRed Productions в Санта-Моніці, Каліфорнія. У послужному списку гастролей Бутча був включений тур з Train, початок турне по Штатах в березні 2010 року, і відкриття Festival Tour для Pink в Європі на її стадіоні.

## Діяльність та співпраця
У липні 2009 року Butch Walker працював з Weezer на їх альбомі Raditude. Бутч згадані роботи з групою під час радіо-інтерв'ю з 90x. Він давав інтерв'ю по телефону разом з Cee Lo з Gnarls Barkley, який перебував у фактичній студії. Бутч спільно написав і спродюсував кілька пісень на «Raditude», у тому числі перший сингл «If You're Wondering if I Want You To … (I Want You To)», який став хітом номер один на the Modern rock Chart.
У 2007 році Вокер на підспівки в третьому альбомі у Fall Out Boy Infinity on High, в треку «You're Crashing, but You're No Wave», і з-продюсер треку "Don't You Know Who I Think I Am?"з співаком Патрік Стемп. Він також виступив з короткою епізодичною роллю у відео «This Ain't A Scene, It's An Arms Race».
Вокер також з'являється у відео The Academy Is … «Slow Down» і «We've Got a Big Mess on Our Hands», а також у відео для «So What» під авторством Pink. Крім того, він написав у співавторстві пісні «Breaking» і «Younglife», обидва виконує Anberlin і є їх співавтором.
Вокер також приєднався до журі дев'ятий щорічний Independent Music Awards, щоб допомогти кар'єрі незалежних музикантів Він був також суддею на 8-й щорічній Independent Music PRLog.
У січні 2009 року пост-хардкор-група Saosin попросила Вокера, щоб він спродюсував їх другий альбом для Capitol Records.
У березні 2009 року пісня «Open Happiness» дебютувала, новий сингл від компанії Coca-Cola, написаний Джоном Вокером, і виконавцями Cee-Lo Green, Тревіс Маккой, Janelle Monae, Патрік Стамп і Брендон Урі. Ця пісня кавер-версія Cantonese в новому альбомі Joey Yung A Time For Us, вона також знялася в рекламі Coca-Cola на китайському мовою.
Багато його пісні були хітами для інших виконавців, у тому числі Авріл Лавін, Sevendust, Injected, Donnas, Hot Hot Heat, American Hi-Fi, Default, Gob, Midtown, Puffy AmiYumi, Pete Yorn, Fall Out Boy, Quietdrive, The All-American Rejects, SR-71, The Academy Is … а останнім часом Cab, Saosin, NeverShoutNever!, Weezer, Dashboard Confessional і All Time Low.

## Теперішній час
Бутч погодився судити конкурс під назвою Spin's Hot Pursuit, щоб знайти невідомі групи для Epic Records / Original Signal орієнтований на музику нації.
Бутч, як відомо, зламав свою музику до підстави, і грав серію аншлагових концертів використовуючи всього лише акустичну гітару і вокал, починаючи з осені 2009 року, в супроводі друзів в тому числі іноді Pink, актора Джеремі Півена, Джима Бьянко, сестер Чапін і доктора Стівена Патт. З шоу прийшов глузлива переспів пісні Тейлор Свіфт «You Belong With Me» на банджо, яку зустріли з достатнім інтересом, тому Бутч записав відео-та аудіо-версію у своїй студії і послав на YouTube. Результати були вражаючі. Тейлор писала в своєму блозі про відео, це було заразливо, потім пані Свіфт запросила Бутча піти з нею на the Winter 2010 Grammy Awards, де він приєднався до Тейлор і співакові Стіві Нікс на сцену для виконання пісні.
30 серпня 2011 Бутч Вокер випустить свій другий альбом з the Black Widows під назвою The Spade. Першим синглом буде «Summer of '89».

## Приватне життя
Бутч говорив, що коли він закінчив середню школу, його вага становила 215 фунтів, але потім впав до 165 фунтів. У листопаді 2007 року, Butch і його сім'я втратили все своє майно, в тому числі матеріали кожної пісні небудь записаних ним, коли будинок the Malibu, який він знімав з Flea з Red Hot Chili Peppers згорів в результаті пожежі в Південній Каліфорнії. Бутч назвав свій альбом «Sycamore Meadows» в честь вулиці на якій стояв його будинок.

## Дискографія

### Студійні альбоми
| 2002                                                                             | Left of Self-Centered                                          | —   | 12 | —   |
| 2004                                                                             | Letters                                                        | 171 | 10 | 137 |
| 2006                                                                             | The Rise and Fall of Butch Walker and the Let's-Go-Out-Tonites | 140 | 2  | 294 |
| 2008                                                                             | Sycamore Meadows                                               | 173 | 7  | —   |
| 2010                                                                             | I Liked It Better When You Had No Heart                        | 125 | 1  | —   |
| 2011                                                                             | The Spade                                                      | 105 | 1  | —   |
| 2015                                                                             | Afraid of Ghosts                                               | 104 | 1  | —   |
| 2016                                                                             | Stay Gold                                                      | 143 | 2  | —   |
| 2020                                                                             | American Love Story                                            | —   | —  | —   |
| 2022                                                                             | Butch Walker as...Glenn                                        | —   | —  | —   |
| «—» релізи, що не потрапили у чарти або не були випущені у відповідних регіонах. |                                                                |     |    |     |

### Живі альбоми
- This Is Me ... Justified and Stripped (2004)
- Leavin 'the Game on Luckie Street (2008)

### Інше
- Heartwork (2004)
- Cover Me Badd (2005)
- Live at Lollapalooza 2008 (2008)
- Here Comes The ... EP (2009)

### DVD
- Live at Budokan (2005)
- Leavin 'The Game On Luckie Street DVD (2008)

### Участь у
- «You're Crashing But You're No Wave» с Fall Out Boy (2007)
- «Christmas All Over Again» Бутч Вокер і Taryn Manning (2008)
- «Good Times» с Tommy Lee (2005)

### Продюсування
- Marvelous 3 — Math And Other Problems (1997)
- Marvelous 3 — Hey! Album (1998)
- Marvelous 3 — Ready, Sex, Go (2000)
- Injected — Burn It Black (2002)
- Bowling for Soup — Drunk Enough to Dance (2002)
- SR-71 — Tomorrow (2002)
- Pete Yorn — Day I Forgot (2003)
- Shawn Mars — Red Means Go (2003)
- Gob — Foot In Mouth Disease (2003)
- Default — Elocation (2003)
- Sevendust — Seasons (2003)
- Avril Lavigne — Under My Skin (2004)
- Simple Plan — Still Not Getting Any ... (2004)
- Midtown — Forget What You Know (2004)
- The Donnas — Gold Medal (2004)
- American Hi-Fi — Hearts on Parade (2005)
- Lindsay Lohan — A Little More Personal (Raw) (2005)
- Wakefield — Which Side Are You On? (2005)
- Pink — I'm Not Dead (2006)
- PUFFY — Splurge (2006)
- Family Force 5 — Business Up Front / Party in the Back (2006)
- Pete Yorn — Nightcrawler (2006)
- Quietdrive — When All That's Left Is You (2006)
- Rock Star Supernova — Rock Star Supernova (2006)
- Bowling For Soup — The Great Burrito Extortion Case (2006)
- Avril Lavigne — The Best Damn Thing (2007)
- The Academy Is ... — Santi (2007)
- The Honorary Title — Scream & Light Up the Sky (2007)
- Hot Hot Heat — Happiness Ltd. (2007)
- PUFFY — Honeycreeper (2007)
- The Automatic — This Is A Fix (2008)
- Katy Perry — One of the Boys (2008)
- Pink — Funhouse (2008)
- The Films — Oh, Scorpio! (2009)
- Secondhand Serenade — A Twist In My Story (2009)
- PUFFY — Bring It! (2009)
- All Time Low — Nothing Personal (2009)
- Weezer — Raditude (2009)
- Saosin — In Search Of Solid Ground (2009)
- Plastiscines — About Love (2009)
- Dashboard Confessional — Alter the Ending (2009)
- The Rocket Summer — Of Men and Angels (2010)
- Never Shout Never — What Is Love (2010)
- Avril Lavigne — Goodbye Lullaby (2011)
- Panic! at the Disco — Vices & Virtues (2011)